# Lake (métro de Chicago)
Pour les articles homonymes, voir Lake.
Lake est une station souterraine du métro de Chicago sur la ligne rouge. Elle offre une correspondance au Loop à la station aérienne State/Lake ou passent les lignes verte, rose, brune, orange et mauve.

## Description
Ouvert en 1943, les installations du State Street Subway ne comprenaient pas de station Lake mais la nécessité d’offrir une correspondance avec le Loop étant devenue évidente, la Chicago Transit Authority (CTA) ouvrit la station le 21 juillet 1996 sous une forme rudimentaire dans l’attente des finitions terminées le 15 septembre 1997. 
Jusqu'en 2006, il existait une station entre Lake et Monroe : Washington
Lake se trouve à proximité du Chicago Theatre et du Gene Siskel Film Center
La station est ouverte 7 jours/7 et 24h/24 et est entièrement accessible aux personnes à mobilité réduite.

## Les correspondances avec lebus
Avec les bus de la Chicago Transit Authority :
- 2 - Hyde Park Express
- 6 - Jackson Park Express
- 10 - Museum of Science and Industry
- 29 - State
- 36 - Broadway
- 62 - Archer
- 144 - Marine/Michigan Express
- 145 - Wilson/Michigan Express
- 146 - Inner Drive/Michigan Express
- 148 - Clarendon/Michigan Express

## Dessertes
| Nord/Ouest            |  |             |  | Sud/Est                   |
| --------------------- |  | ----------- |  | ------------------------- |
| Grand vers Howard     |  | ligne rouge |  | Monroe vers 95th/Dan Ryan |
| modifier sur Wikidata |  |             |  |                           |